# سوفیا هاچینز
سوفیا هاچینز (به انگلیسی: Sophia Hutchins) با نام تولد اسکات هاچینز (به انگلیسی: Scott Hutchins) (۱ آوریل ۱۹۹۶ – ۲ ژوئیه ۲۰۲۵) تاجر، شخصیت تلویزیونی و اجتماعی آمریکایی بود. او یک زن ترنس بود. او به عنوان مدیر اجرایی و مدیر بنیاد کیتلین جنر کار می‌کرد که سازمانی است که برابری ال‌جی‌بی‌تی را ترویج می‌کند و به سازمان‌هایی که به افراد ترنس کمک می‌کنند کمک مالی می‌دهد.

## دوران اولیه زندگی
هاچینز در اول آوریل ۱۹۹۶ در بلویو، واشینگتن، با نام کریستوفر جی هاچینز متولد شد. والدین او در جوانی از هم جدا شدند. او قبل از نقل مکان به سیاتل برای زندگی با پدربزرگ و مادربزرگ مادری‌اش، توسط مادر مجردش در واشینگتن در یک خانواده کاتولیک رومی بزرگ شد. او در دبیرستان دولتی آبورن ریورساید در آبورن تحصیل کرد و سپس به مدرسه کاتولیک خصوصی ایست‌ساید در سام مامیش منتقل شد.
در سال ۲۰۱۶، هاچینز به عنوان یک زن ترنس آشکارسازی جنسیت کرد و تحت عمل جراحی تطبیق جنسیت قرار گرفت. او کیتلین جنر را به عنوان الهام‌بخش خود برای آشکارسازی جنسیت خود به عنوان دانشجوی سال اول دانشگاه پپرداین معرفی کرد، دانشگاهی که با بورسیه تحصیلی در آن تحصیل می‌کرد. او در سال ۲۰۱۹ با مدرک لیسانس علوم در رشته اقتصاد و امور مالی فارغ‌التحصیل شد. در دوران تحصیل در پپرداین، او در دولت دانشجویی خدمت کرد و اولین فرد تراجنسیتی بود که به این موفقیت دست یافت. او همچنین اولین فرد تراجنسیتی بود که از پپرداین فارغ‌التحصیل شد.

## زندگی شخصی
هاچینز با کیتلین جنر در خانه جنر در مالیبو، کالیفرنیا زندگی می‌کرد، که در بحبوحه آتش‌سوزی وولسی ۲۰۱۸ مجبور به تخلیه آن شدند. او پیش از این در آپارتمانی در بورلی هیلز، کالیفرنیا زندگی می‌کرد. در نوامبر ۲۰۱۹، او توسط روزنامه‌نگار و مجری تلویزیونی انگلیسی، پیرز مورگان، در برنامه تلویزیونی صبحانه ITV به نام «صبح بخیر بریتانیا» مصاحبه شد. او بعداً در رسانه‌های اجتماعی پست گذاشت که مورگان از او سوالات نامناسبی در مورد رابطه‌اش با جنر پرسیده است. او مجبور شد در موارد متعدد به نشریات مختلفی که مقالاتی را منتشر می‌کردند که به دروغ ادعا می‌کردند او و جنر با هم قرار می‌گذارند یا نامزد هستند، پاسخ دهد.

## سیاست
هاچینز - مانند کیتلین جنر - عضو حزب جمهوری‌خواه بود. هاچینز در طول انتخابات ریاست جمهوری ۲۰۲۴ ایالات متحده علناً از دونالد ترامپ حمایت کرد. او به عنوان نماینده ترامپ در مبارزات انتخاباتی ریاست جمهوری ۲۰۲۴ فعالیت کرد و چندین بار در تلویزیون در حمایت از ترامپ حضور یافت. هاچینز و جنر در ۵ نوامبر ۲۰۲۴ در مهمانی تماشای شب پیروزی انتخابات در مار-ئه-لاگو در پالم بیچ شرکت کردند.

## مرگ
هاچینز، ۲۹ ساله، در ۲ ژوئیه ۲۰۲۵ در یک تصادف خودروی همه‌جارو در نزدیکی خانه‌اش در مالیبو، کالیفرنیا، درگذشت. طبق گزارش TMZ، او در حال رانندگی با یک خودروی همه‌جارو آبی رنگ ساخت پولاریس ۲۰۱۳ در جاده دکر کنیون بود که به عقب یک وسیله نقلیه در حال حرکت برخورد کرد. این ضربه باعث شد ATV از جاده خارج شود و تقریباً ۳۵۰ فوت (۱۰۷ متر) به داخل دره سقوط کند. امدادگران در محل حادثه مرگ او را اعلام کردند. کیتلین جنر در محل حضور داشت. دو زن در وسیله نقلیه دیگر، یک مزدا ۶ خاکستری ۲۰۱۶، آسیبی ندیدند. گروهبان ادواردو ساوسدو از اداره کلانتری شهرستان لس آنجلس، مستقر در ایستگاه کلانتری مالیبو/لاست هیلز، به دیلی میل گفت: «به نظر می‌رسد که او با سرعت زیاد رانندگی کرده و به ماشین دیگر، طرف مقابل، زده و سپس این باعث شده که به سمت راست منحرف شود و از صخره سقوط کند. به نظر نمی‌رسد که او آنها را دنبال می‌کرده است. فکر می‌کنم او فقط به آنها نزدیک شده و سپس به ماشین برخورد کرده است؛ بنابراین به نظر می‌رسید که سعی کرده مانور دهد تا از کنار آن عبور کند، اما او خیلی سریع می‌رفت و در نهایت به قسمت عقب آن مزدا برخورد کرد و باعث شد که او منحرف شود و از صخره سقوط کند.»